# Northrop Grumman MQ-4C Triton
 (mars 2024).
Le Northrop Grumman MQ-4C Triton, est un drone de surveillance maritime dérivé du RQ-4 Global Hawk. 
Développé sous le programme de surveillance maritime Broad Area Maritime Surveillance (BAMS), ce système est destiné à fournir des renseignements en temps réel, des missions de reconnaissance au-dessus du vaste océan et des régions côtières, une surveillance maritime continue, aussi bien que la recherche et des missions de secours, pour la Marine américaine et à compléter l'avion de patrouille maritime Boeing P-8 Poseidon, mais l'équipement pour lier les deux avions est actuellement non financé.
Le Triton se fonde sur les éléments du RQ-4 Global Hawk tout en incorporant des renforts au cadre aérien et à l'aile, avec le dégivrage et des systèmes de protection contre la foudre. Ces capacités permettent à l'avion de descendre au travers de couches de nuages pour gagner une visibilité plus proche des bateaux et d'autres cibles en mer quand nécessaire. Les capteurs actuels permettent de suivre les bateaux à la trace en rassemblant des informations sur leur vitesse, emplacement et la classification
Il effectue son premier vol depuis la piste de Palmdale en Californie.
L'avion MQ-4C a été livré en 2012 alors qu'il était à l'origine attendu pour être opérationnel à la fin de 2015, avec un total de 68 avions à livrer. Cependant, en avril 2013, l'United States Navy a annoncé que la production a changé de FY14 À FY15 en raison des exigences de test supplémentaires et des questions techniques liées à la queue double de l'avion du stabilisateur vertical et l'intégration logicielle pour des capteurs maritimes. Selon les dernières informations disponibles de la Naval Air Systems Command (en), la capacité opérationnelle pour le MQ-4C est maintenant planifiée pour 2017.

## Développement

### Appel d'offres
Les concurrents pour le contrat sont :
- Boeing, avec une version sans pilote du jet d'affaires Gulfstream G550.
- Northrop Grumman, avec une version navale du RQ-4 Global Hawk. Dans le but de commencer à tester le système de surveillance au plus tôt, Northrop Grumman s'est associé avec Flight Test Associates de l'Aéroport et port spatial de Mojave pour modifier un Grumman Gulfstream II comme un banc d'essai volant.
- Lockheed Martin, avec un General Atomics MQ-9 Reaper.

Le 22 avril 2008, Northrop Grumman a reçu le contrat de valant 1,16 milliard de USD. Lockheed Martin a déposé un recours deux semaines plus tard auprès du Government Accountability Office.

### Développement initial

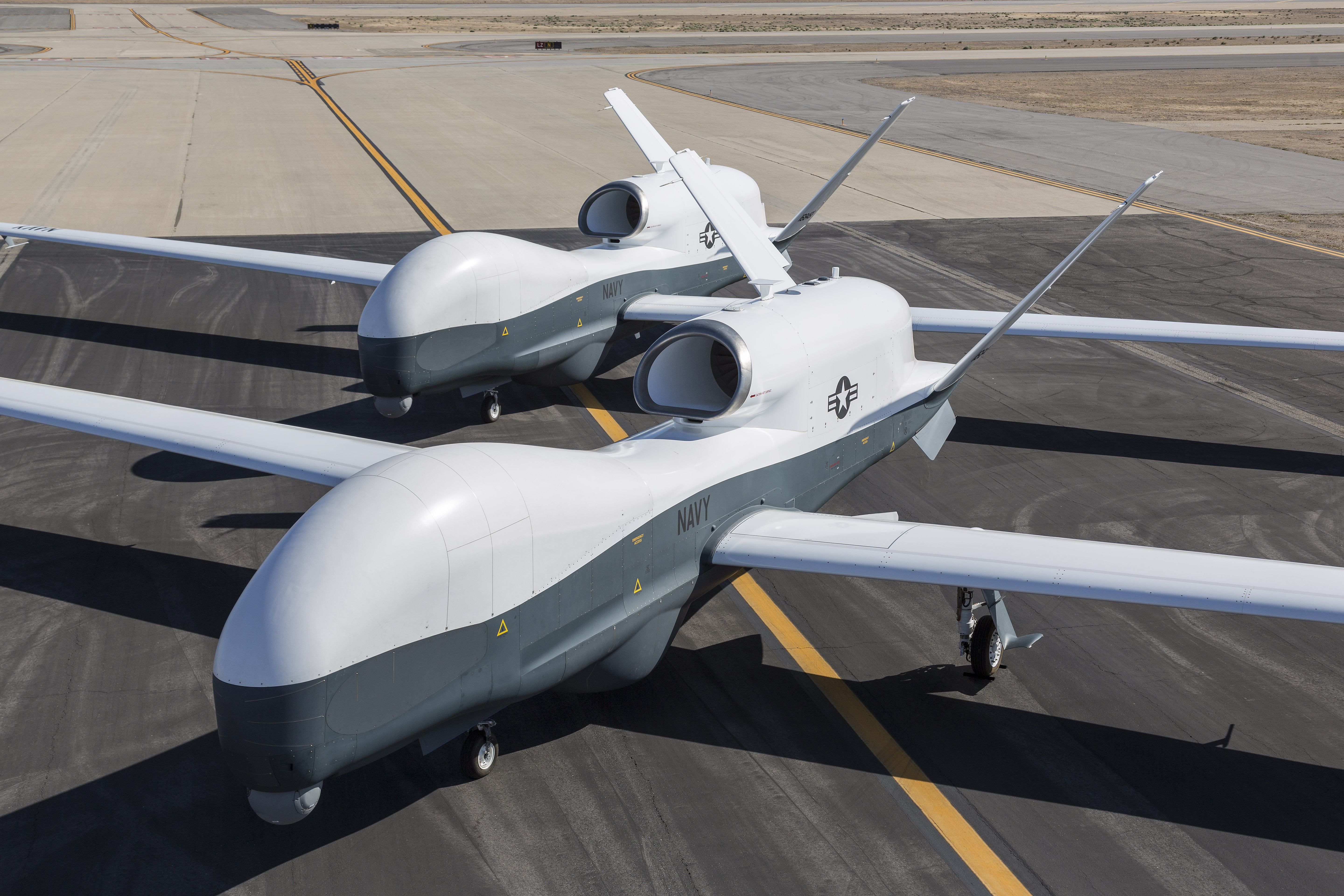
Des MQ-4C à Palmdale.

L'affaire a été rendue publique le 14 juin 2012 sur le site de la Air Force Plant 42 à Palmdale en Californie. Pendant l'événement, il a été annoncé que la marine américaine avait approuvé le nom de « Triton » pour l'avion. Le premier vol du MQ-4C a eu lieu le 22 mai 2013, suivi par des vols d'essai ultérieurs à la base aérienne d'Edwards, en Californie et à la base aérienne de la rivière Patuxent, dans le Maryland.
La Marine américaine planifie une flotte finale de 68 MQ-4CS et 117 Boeing P-8 Poseidon pour remplacer le vieillissant Lockheed P-3 Orion. Environ de 40 MQ-4CS seront basés sur des sites divers, des stations principalement domestiques ou des sites de déploiement étrangers pour la marine américaine.

### Ventes internationales
Le 13 mars 2014, le Premier Ministre Tony Abbott annoncé que l'Australie avait l'intention d'acheter des MQ-4C Triton, devenant le premier client étranger.
Northrop Grumman a aussi proposé le MQ-4C à l'Inde. La Marine indienne considère le Triton comme un complément à ces 12 Boeing P-8I Poseidon.
En janvier 2015, la Luftwaffe et la Bundeswehr ont commencé à considérer le Triton comme une continuation du programme EuroHawk basé sur le RQ-4 Global Hawk.

## Utilisateurs
- États-Unis : Le MQ-4C Triton est utilisé aux États-Unis au sein de l' US Navy

- Australie : En juin 2018, l'Australie confirme l'achat de 6 drones MQ-4C Triton pour compléter les missions de surveillance de l’avion Poseidon P-8A[3].